# 15911 Davidgauthier
15911 Davidgauthier este un asteroid din centura principală de asteroizi.

## Descriere
15911 Davidgauthier este un asteroid din centura principală de asteroizi. A fost descoperit pe 4 octombrie 1997 la Kitt Peak National Observatory în cadrul proiectului Spacewatch. Asteroidul prezintă o orbită caracterizată de o semiaxă mare de 2,43 ua, o excentricitate de 0,21 și o înclinație de 2,1° în raport cu ecliptica.